# Consonante faringale
In fonetica articolatoria, una consonante faringale è una consonante, classificata secondo il proprio luogo di articolazione. Essa viene articolata accostando la radice della lingua alla parete posteriore della faringe, in modo che l'aria, costretta dall'ostacolo, produca un rumore nella sua fuoriuscita.

Punto di articolazione delle consonanti faringali.

## Lista delle consonanti faringali
Molte articolazioni sono impossibili in tale punto; tra quelle possibili, vi sono le consonanti vibranti e monovibranti, fricativa e approssimante, oltre alla consonante occlusiva sorda.
L'alfabeto fonetico internazionale elenca le seguenti consonanti faringali:
- [ħ] Fricativa faringale sorda
- [ʕ] Fricativa faringale sonora